# Senven-Léhart
Senven-Léhart (bretonisch Senven-Lehard) ist eine französische Gemeinde mit 241 Einwohnern (Stand: 1. Januar 2022) im Département Côtes-d’Armor in der Region Bretagne. Sie gehört zum Arrondissement Guingamp und zum Kanton Callac. Die Einwohner werden Senvenais(es) genannt.

## Geographie
Senven-Léhart liegt etwa 24 Kilometer südwestlich von Saint-Brieuc.

## Bevölkerungsentwicklung
| Senven-Léhart: Einwohnerzahlen von 1793 bis 2016                                                                           | Senven-Léhart: Einwohnerzahlen von 1793 bis 2016 | Senven-Léhart: Einwohnerzahlen von 1793 bis 2016 | Senven-Léhart: Einwohnerzahlen von 1793 bis 2016 | Senven-Léhart: Einwohnerzahlen von 1793 bis 2016 |
| --- | ------------------------------------------------ | ------------------------------------------------ | ------------------------------------------------ | ------------------------------------------------ |
| Jahr |                                                  |                                                  |                                                  | Einwohner                                        |
| 1793 | 1793                                             |                                                  | 720                                              | 720                                              |
| 1800 | 1800                                             |                                                  | 722                                              | 722                                              |
| 1806 | 1806                                             |                                                  | 729                                              | 729                                              |
| 1821 | 1821                                             |                                                  | 682                                              | 682                                              |
| 1831 | 1831                                             |                                                  | 792                                              | 792                                              |
| 1836 | 1836                                             |                                                  | 781                                              | 781                                              |
| 1841 | 1841                                             |                                                  | 819                                              | 819                                              |
| 1846 | 1846                                             |                                                  | 854                                              | 854                                              |
| 1851 | 1851                                             |                                                  | 872                                              | 872                                              |
| 1856 | 1856                                             |                                                  | 809                                              | 809                                              |
| 1861 | 1861                                             |                                                  | 859                                              | 859                                              |
| 1866 | 1866                                             |                                                  | 805                                              | 805                                              |
| 1872 | 1872                                             |                                                  | 736                                              | 736                                              |
| 1876 | 1876                                             |                                                  | 755                                              | 755                                              |
| 1881 | 1881                                             |                                                  | 842                                              | 842                                              |
| 1886 | 1886                                             |                                                  | 796                                              | 796                                              |
| 1891 | 1891                                             |                                                  | 759                                              | 759                                              |
| 1896 | 1896                                             |                                                  | 724                                              | 724                                              |
| 1901 | 1901                                             |                                                  | 745                                              | 745                                              |
| 1906 | 1906                                             |                                                  | 780                                              | 780                                              |
| 1911 | 1911                                             |                                                  | 800                                              | 800                                              |
| 1921 | 1921                                             |                                                  | 754                                              | 754                                              |
| 1926 | 1926                                             |                                                  | 682                                              | 682                                              |
| 1931 | 1931                                             |                                                  | 647                                              | 647                                              |
| 1936 | 1936                                             |                                                  | 576                                              | 576                                              |
| 1946 | 1946                                             |                                                  | 543                                              | 543                                              |
| 1954 | 1954                                             |                                                  | 523                                              | 523                                              |
| 1962 | 1962                                             |                                                  | 425                                              | 425                                              |
| 1968 | 1968                                             |                                                  | 391                                              | 391                                              |
| 1975 | 1975                                             |                                                  | 335                                              | 335                                              |
| 1982 | 1982                                             |                                                  | 305                                              | 305                                              |
| 1990 | 1990                                             |                                                  | 292                                              | 292                                              |
| 1999 | 1999                                             |                                                  | 250                                              | 250                                              |
| 2006 | 2006                                             |                                                  | 241                                              | 241                                              |
| 2011 | 2011                                             |                                                  | 235                                              | 235                                              |
| 2016 | 2016                                             |                                                  | 233                                              | 233                                              |
| Quelle(n): EHESS/Cassini bis 1999, INSEE ab 2006 Anmerkung(en): Ab 1962 offizielle Zahlen ohne Einwohner mit Zweitwohnsitz |                                                  |                                                  |                                                  |                                                  |

## Sehenswürdigkeiten

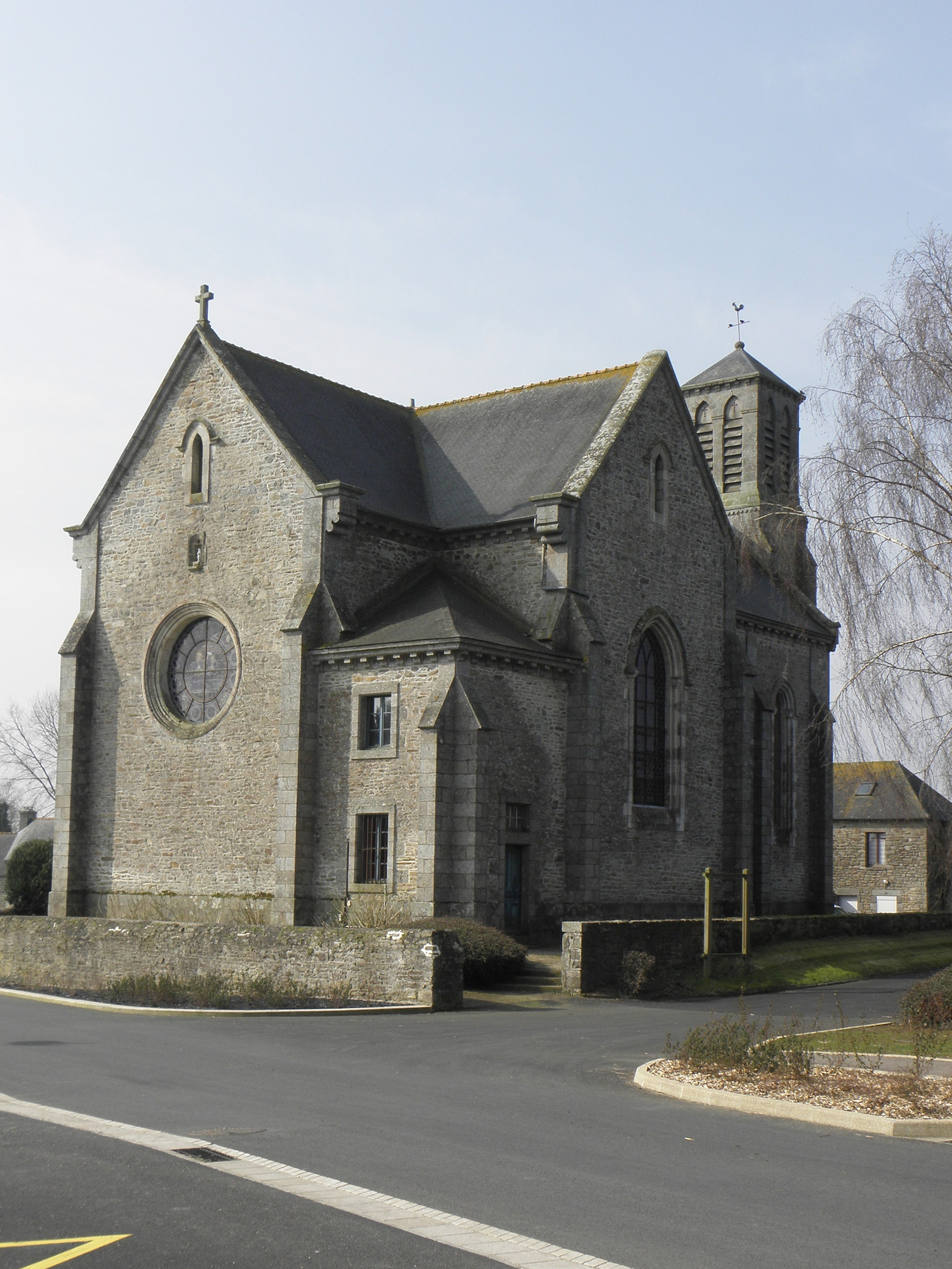
Kirche Notre-Dame

Siehe auch: Liste der Monuments historiques in Senven-Léhart
- Herrenhaus in Kervoisou, vermutlich aus dem 18. Jahrhundert
- Pfarrkirche Notre-Dame, 1885 erbaut
- Calvaire aus dem 17. Jahrhundert, seit 1964 als Monument historique klassifiziert
- Kapelle Saint-Tugdual in Pen Lehart aus dem 16. Jahrhundert